# Towarzystwo Ubezpieczeń i Reasekuracji „Warta”
Towarzystwo Ubezpieczeń i Reasekuracji „Warta” Spółka Akcyjna (TUiR Warta SA) – towarzystwo ubezpieczeniowe z siedzibą przy rondzie Daszyńskiego 1 w Warszawie, oferujące ubezpieczenia komunikacyjne, majątkowe, osobowo-turystyczne i odpowiedzialności cywilnej dla osób fizycznych i prawnych. Wchodzi w skład Grupy Warta.

## Opis
Przedsiębiorstwo działa na polskim rynku od 1920 r. Pierwotną formą prawną towarzystwa była spółdzielnia, a do roku 1931 jej siedzibą był Poznań. 
W latach PRL Warta była głównym towarzystwem ubezpieczeniowym związanym z żeglugą morską i transportem lotniczym, a także nawiązuje kontakty biznesowe z krajami Europy Zachodniej, a także partnerami handlowymi na innych kontynentach. Miała również monopol na sprzedaż ubezpieczeń turystycznych oraz komunikacyjnych dla Polaków wyjeżdżających za granicę.
W latach 90. XX wieku Warta rozszerza działalność ubezpieczeniową o nowe grupy produktowe, a także powołuje Towarzystwo Ubezpieczeń na Życie „Warta” (TUnŻ Warta SA), tworząc Grupę Warta. W 1995 roku spółka zadebiutowała na Giełdzie Papierów Wartościowych w Warszawie (GPW).
W latach 1996–1998, w wyniku szeregu transakcji nabycia akcji większościowym udziałowcem Warty został Kulczyk Holding, bezpośrednio oraz poprzez spółki zależne. W 1998 współzakładała PTE "DOM", znane później jako PTE Warta. 
W 2000 roku zakończyła się budowa wieżowca Warta Tower w Warszawie, który pełnił rolę centrali grupy Warta do 2021 roku. 
W 2000 roku 40% akcji zostało zakupione przez belgijską grupę bankowo-ubezpieczeniową KBC, a w 2006 roku udział ten wzrósł do 100% W tym samym roku Warta zostaje wykluczona z GPW z uwagi na objęcie przez jeden podmiot wszystkich akcji spółki. Zmiany właścicielskie skutkowały również zmianą identyfikacji wizualnej, w tym logo, na ujednolicone z innymi podmiotami grupy KBC na całym świecie, w tym z Kredyt Bankiem. Z uwagi na wspólnego właściciela, w latach 2001-2012 Warta blisko współpracowała z Kredyt Bankiem w zakresie wspólnej sprzedaży produktów bankowych i ubezpieczeniowych, w ramach tzw. bancassurance.
W roku 2012 nowymi udziałowcami spółki TUiR Warta SA stały się: niemiecka grupa Talanx oraz japońska firma Meiji Yasuda. Przejęły one towarzystwo za 770 mln euro. Po raz kolejny zmiany właścicielskie skutkowały zmianami w logo towarzystwa. Dnia 28 grudnia 2012 r. TUiR „WARTA” SA połączyła się z HDI Asekuracja TU SA. W ten sposób powstało drugie pod względem wielkości towarzystwo ubezpieczeń majątkowych na polskim rynku.
W 2021 roku nastąpiła relokacja centrali spółki do nowej siedziby w wieżowcu Warsaw Unit w Warszawie.